# Johann Hirschberg
Johann Hirschberg (* 12. Februar 1847 in Bischofsburg; † 19. Dezember 1910 in Wartenburg) war katholischer Geistlicher und Mitglied des Deutschen Reichstags.

## Leben
Hirschberg besuchte die Volksschule in Bischofsburg, das Gymnasium in Rößel von 1858 bis 1867 und das Lyceum Hosianum zu Braunsberg bis 1871. 1871 wurde er Kaplan in Tiefenau (Westpreußen), 1884 Kuratus in Ortelsburg-Johannisburg, 1888 Strafanstaltsgeistlicher in Wartenburg, 1893 Erzpriester und 1900 Ehrendomherr. Er war Träger des Roten Adlerordens IV. Klasse.
Von 1904 bis 1908 war er Mitglied des Preußischen Abgeordnetenhauses und ab 1903 bis zu seinem Tode war er Mitglied des Deutschen Reichstags für den Reichstagswahlkreis Regierungsbezirk Königsberg 9 und die Deutsche Zentrumspartei.